# Kammer (Hofstaat)
Als Kammer (mittellateinisch: Camera; französisch: Chambre) wurden bis um die Wende vom 18. zum 19. Jahrhundert die Privatgemächer, aber auch der Tresor eines Herrschers bezeichnet. Davon abgeleitet galt jenes Personal, das aus der Privatschatulle des Herrschers besoldet wurde, als „Kammer“ bzw. „Leib“, im Sinne von „persönlich“, „direkt“ oder „unmittelbar“.
Das Kammerpersonal stand im regelmäßigen direkten Kontakt mit der Fürstenfamilie und war für deren Bedienung und Amusement verantwortlich, aber auch für Verwaltungsaufgaben. Typische Funktionen waren etwa Kammerherr, Kammerjunker, Kammer- bzw. Leibpage, Kammer- bzw. Leibdiener (ebenso Kammerhusar), Kammerfrau und Kammerjungfer, aber auch Kammerjäger, Kammermusiker und Kammermohr. Aufgrund der persönlichen Nähe zum Herrscher, stand das Kammerpersonal meist über dem Hofpersonal und den niederen Lakaien und Domestiken, so dass bspw. der Kammerfourier vor dem Hoffourier rangierte. An kleineren Höfen waren die Ämter aus Kostengründen häufig in Personalunion besetzt. Das hohe und niedere Kammerpersonal zählte an einem Fürstenhof zum Hofstaat.
Eine Sonderposition nahm der Kämmerer ein, der als Geldverwalter des Fürsten bereits eine halbstaatliche Aufgabe wahrnahm („Finanzminister“ und anfangs oft auch „Regierungschef“). Er stand dem Kammerkollegium (alternativ Hofkammer, Rentkammer) vor, dem die staatliche Finanzverwaltung oblag, aber auch den Herrscher, neben dem Geheimrat, in Regierungsangelegenheiten beriet.
Aus der Befassung mit den staatlichen Finanzangelegenheiten entstanden im 17. Jahrhundert der Kameralismus und im 18. Jahrhundert die Kameralwissenschaften (Kameralistik).
Aus der fürstlichen Kammer als der obersten Regierungsinstanz entstanden die Kammergerichte, denen der Landesherr zumindest formal als oberster Richter präsidierte. Entsprechend waren die Kammer- oder Hofgerichte die jeweils höchsten Gerichte des Landes bzw. Staates.
Wurde anfangs noch zwischen den Kammerangehörigen, als dem engsten Kreis der Fürstendiener, und den übrigen Hofämtern möglichst unterschieden, verschwamm diese Grenzziehung sukzessive. Gleichzeitig ersetzte der französische Begriff Cabinet (Kabinett) vielerorts die Bezeichnung „Kammer“.